# دانييلي كولي
دانييلي كولي (بالإيطالية: Daniele Colli)‏ مواليد 19 أبريل 1982 في رو، لومبارديا، إيطاليا، هو دراج إيطالي في صنف سباق الدراجات على الطريق.

## روابط خارجية
- دانييلي كولي على موقع الاتحاد الدولي للدراجات (الإنجليزية)
- دانييلي كولي على موقع أرشيف الدراجات (الإنجليزية)
- دانييلي كولي على موقع إحصائيات الدراجات الإحترافية (الإنجليزية)
- دانييلي كولي على موقع نسبة الدراجات (الإنجليزية)
- دانييلي كولي على موقع CycleBase (الإنجليزية)